# Тургайское восстание (1916—1917)
Тургайское восстание — вооруженное выступление казахов на территории Тургайской области (Российская империя) и возглавляемое батыром Амангельды Имановым. Эпизод Среднеазиатского восстания 1916 года. В самый пик восстания Иманову удалось собрать под собою до 50 000 — 60 000 человек. Царское правительство не смогло подавить восстание в этом регионе, ввиду хорошей организованности восстания и его сильного очага.

## Восстание и боевые действия
Военные действия Тургайского восстания пришлись в основном на Тургайском, Иргизском и Кустанайском уездах.
В тургайских степях повстанческое движение оказалось наиболее длительным, масштабным и продолжительным, по сравнению с остальными мятежами в других областях (см. Акмолинское восстание, Восстание в Семиречье 1916 года, Каркаринское восстание 1916 года).
В самый пик восстания численность повстанцев доходила до 50 000–60 000 чел.

### Первые стычки
Первое столкновение произошло в Иргизском уезде. Вечером 18 октября 50 казаков 1-й Оренбургской казачьей запасной сотни с прапорщиком Я. В. Репиным из Иргиза выступили на аул Кожс-Куль (в 70 верстах от Иргиза) для разгона скопища Казахов. На следующее утро казаки столкнулись 
примерно с 2500 повстанцами, в том числе с 600 вооруженными пиками, 
шашками и ружьями. Казаки заняли выгодную позицию 
в пешем строю, но были окружены. После двухчасового боя казахи отступили потеряв несколько десятков убитых и раненых.
21 октября нападению подверглась 97-я Донская особая сотня, шедшая к Тургаю и атаковавшаяся в течение 21 часа несколькими тысячами воору
женных казахов. Потеряв трех казаков убитыми и трех ранеными, сотня  добралась до Тургая. Казахов было уничтожено до 400 человек.

### Осада Тургая
22 октября 1916 г. 15-тысячное войско восставших окружило Тургай, город был отрезан от внешнего мира на протяжении нескольких дней. Для снятия осады с города, к Тургаю по трем направлениям приближалась дивизия под руководством А. Лаврентьева, включавшая в себя: 17 стрелковых рот, 4 кавалерийских эскадронов с 18 орудиями, 10 пулеметами и пр. орудий.
В телеграмме командира войска Казанского военного округа от 15 ноября сообщалось, что город был взят повстанцами в ночь с 7 на 8 ноября.
16 ноября состоялось вооруженные столкновение между 12-тысячным войском повстанцев и отрядом подполковника Катомина. В половине ноября мятежники ушли на расстояние 150 километров от города, сосредоточившись в районах Батпаккары. Начиная с ноября месяца 1916 г. и заканчивая серединой февраля 1917 г., восставшие совершили серию партизанских рейдов против русских отрядов. В этот же день отряд Котомина вошёл в Тургай.
Только после прибытия основных вооруженных сил противника, через 27 дней, Амангельды отвел свое войско от Тургая.
В январе 1917 г. была предпринята вторая попытка по взятию города, но казахи отступили ввиду перевеса сил со стороны врага.
В ходе Февральской революции численность казахских повстанцев в Тургайских степях резко возросла. Однако Тургай заняли только после Октябрьской революции под конец 1917 г..

### Другие сражения повстанцев
Помимо осады Тургая, повстанцы также вели бои в районах Татыре, Акчиганаке, Куйуке и в Батпаккары, где находился штаб Амангельды Иманова.
22-23 февраля 1917 года произошло решающее сражение между повстанцами с одной стороны и карательным отрядом с другой. Сражение происходило между урочищем Догал и поселением Урпек. Основные силы повстанцев находились на берегах рек Жалдама и Тургай близ местечка Батпаккара, в 150 км от города Тургай.
Полковник В. Н. Тургенев во главе 13-го Оренбургского казачьего полка и приданных технических пулеметов двигался на северо-восток от Тургая к озеру Кул-Куль. Несмотря на глубокий снег, отряд шел по рекам Тургай и Джиланчик и 18-19 февраля дал бой сарбазам Иманова, также 18 февраля бой произошел у аула №6 Каракугинской волости. 21 февраля - в урочище Кумкешу Каратурейской волости. В одном из боев был убит казак 3-й сотни 13-го Оренбургского казачьего полка. После этого станичники бросились на сарбазов рукопашным боем. Казахи не выдержали натиска и обратились в бегство, подвергнувшись преследованию четырьмя сотнями казаков. В ходе преследования мятежники потеряли до 400 погибших. Наконец, 22-24 февраля произошел последний бой в районе Дугал-Урпек. Уже 25 февраля правительственные войска отступили в Тургай.

## Итог
Итог восстания различается в зависимости от историографии, множество казахских источников указывают восстание как победу повстанцев. В то время как Сергей Волков и Андрей Ганин указывают восстание как победу правительственных войск, так же ряд других Российских и казахских источников. Эта же точка зрения подтверждается некоторыми иностранными источниками.